# Condizione della donna in Egitto

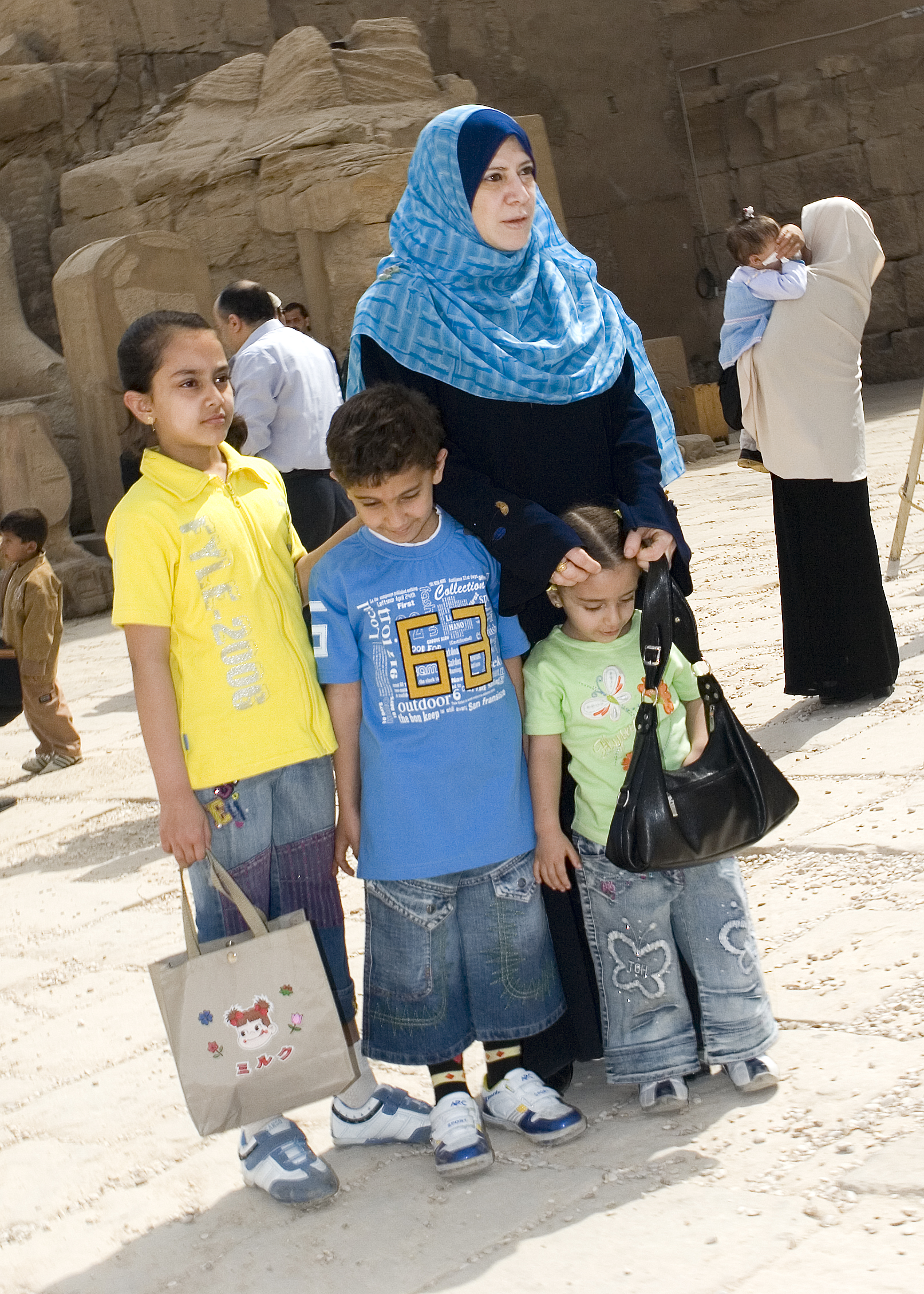
Una donna egiziana con i suoi bambini.

Il ruolo della donna in Egitto è cambiato molto nel corso della storia. Nell'Antico Egitto, i primi documenti archeologici attestano che le donne egizie godevano degli stessi diritti degli uomini, indipendentemente dal loro stato civile. Questa visione è cambiata in epoca moderna e contemporanea, soprattutto con l'arrivo di nuove culture e religioni che hanno imposto alle donne una posizione inferiore rispetto a quella degli uomini. Nel corso di tutto il Ventesimo secolo si è verificata un'espansione dei diritti femminili in Egitto, nonostante le ineguaglianze di genere persistano tutt'oggi.

## La condizione femminile nell'Antico Egitto

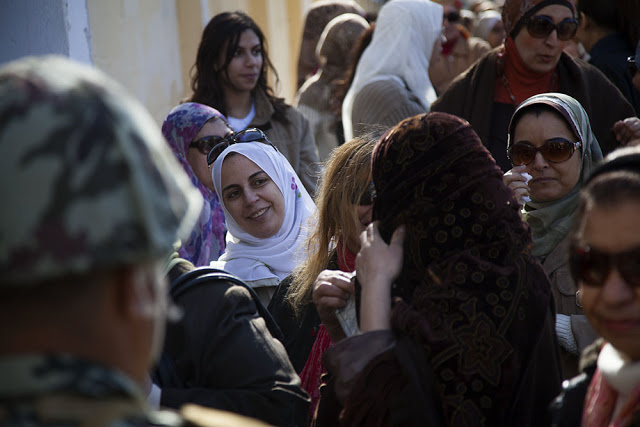
donne al referendum del 22 dicembre 2012

Nell'Antico Egitto gli uomini venivano classificati per il tipo di lavoro che svolgevano e da cui derivavano status, "influenza" e reddito. La maggior parte delle donne non svolgeva lavori fuori casa, veniva di conseguenza indicata con titoli più generici come "padrona di casa" o "cittadinanza". Le donne venivano spesso identificate anche attraverso il nome e i titoli del marito o del padre, dal quale, presumibilmente, derivavano il loro status sociale. Fin da bambine, le femmine venivano educate e cresciute per sottostare alla potestà dei loro padri e dei fratelli maggiori; anche sposarsi non significava altro che passare dall'essere dipendenti dal padre e dai fratelli maggiori a essere dipendenti dal marito: ai mariti spettava il ruolo dominante in famiglia, erano loro a prendere tutte le decisioni e ad avere la responsabilità economica della famiglia, mentre le mogli erano relegate ai lavori domestici, ad accudire la prole ed educarla. La famiglia dello sposo si aspettava che le spose dessero alla luce dei figli maschi, ed era quindi comune che le coppie continuassero a riprodursi finché non avessero generato almeno due figli maschi: la sterilità era considerata una gravissima disgrazia per le donne egiziane, così come l'incapacità di produrre prole maschile.
Alle donne che avessero partorito soltanto femmine venivano affibbiati soprannomi come "madre di spose", dal carattere fortemente dispregiativo. Il massimo potere e prestigio che una donna poteva sognare di ottenere era in seguito al matrimonio del proprio figlio maschio, dato che la madre del marito acquisiva automaticamente controllo e potere sulla nuova coppia e sulla loro futura prole.
Le donne tradizionalmente si occupavano dello svolgimento degli svariati compiti familiari e dell'educazione della prole, e raramente capitava che avessero occasioni di contatto con uomini al di fuori della cerchia familiare.

A differenza della maggior parte delle donne egizie comuni appartenenti alle classi medie e basse della società, le donne delle famiglie Reali ebbero un grande impatto sulla società egiziana; ad esempio, la regina Tiy, la nonna del re Tutankhamon, era così coinvolta nella politica che il vicino re Mitanni le scrisse per assicurare la benevolenza tra i loro popoli quando suo figlio Akhenaton salì al trono. La regina Ahmose fu premiata con le mosche d'oro per il valore militare. Tra le governanti più note dell'antico Egitto vi erano Cleopatra e Nefertiti. Cleopatra era nota per aver governato assieme a Marco Antonio intorno al 31 a.C. ed era anche co-reggente dei suoi due fratelli e del figlio. Nefertiti era la grande sposa reale del faraone, Amenofi IV; era nota per essere una donna attiva nella società che contribuiva ad amministrare insieme ai suoi figli. La regina Hatshepsut, una delle poche a regnare non in qualità di sposa o di madre del faraone regnante, regnò direttamente il paese ricoprendo la carica faraonica tra il 1503 e il 1480 a.C. e basando gran parte dell'economia nazionale sul commercio. 

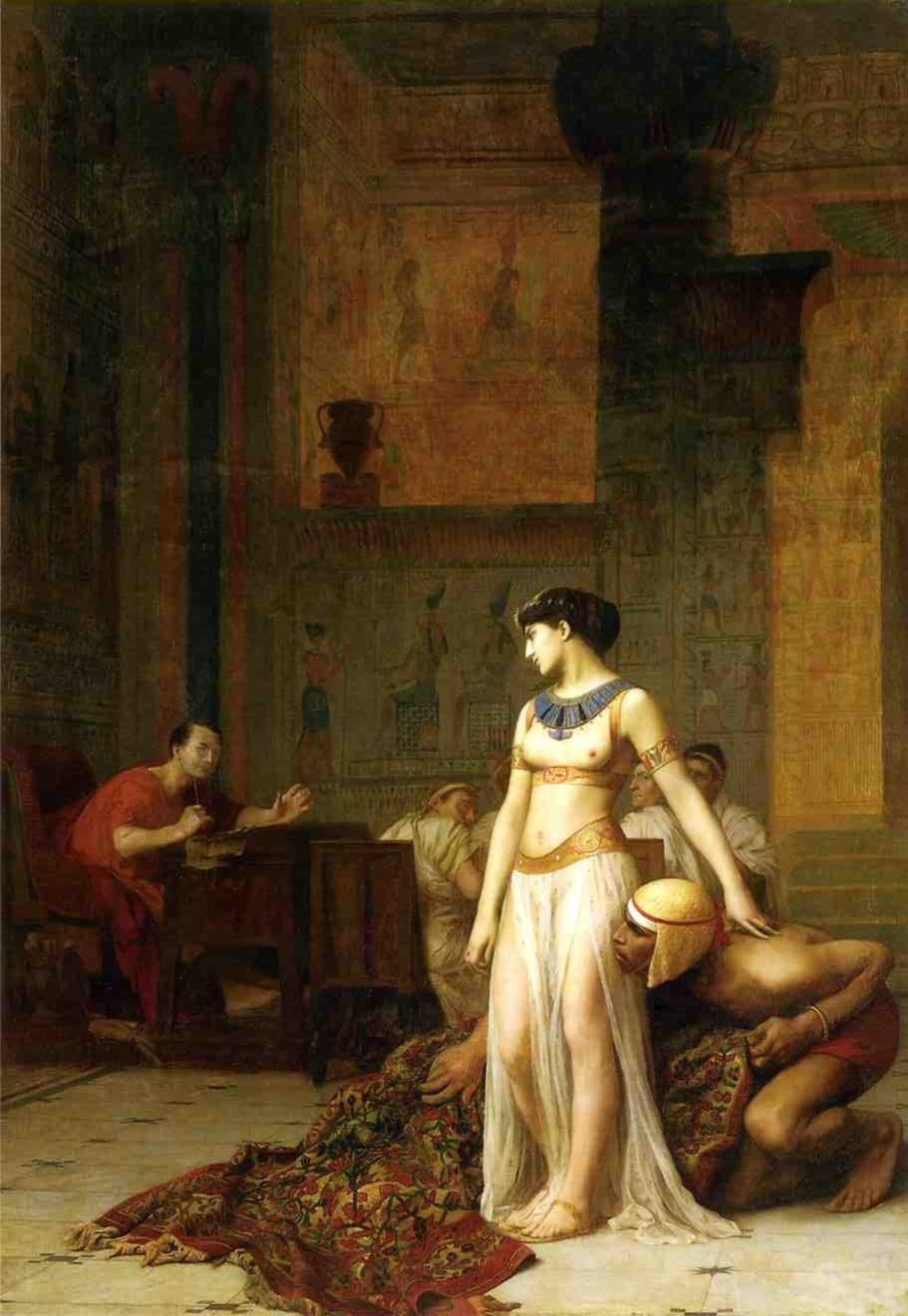
Cleopatra VII e Giulio Cesare. Dipinto di Jean-Léon Gérôme.

Nell'antico Egitto le donne, tuttavia, pur essendo tendenzialmente relegate a ruoli di procreatrici e di sottoposte, possedevano comunque diritti civili e legali: avevano la possibilità di partecipare all'economia come commercianti, specialmente tra le classi inferiori, e potevano anche partecipare ad attività religiose in qualità di sacerdotesse: nel corso della V dinastia egizia, ad esempio, Nebet arrivò a diventare visir e fu la prima donna nella storia ad assumere un tale ruolo.

Le donne potevano anche possedere proprietà, divorziare dai rispettivi mariti, vivere da sole e occupare posizioni di rilievo, soprattutto religiose, somigliando in questo alle donne assire. Solo i legittimi figli maschi della Grande Moglie Reale potevano di diritto salire al trono ma, se vi fossero state solo femmine, allora il figlio di un'altra moglie o anche di una concubina poteva aspirare a ottenere il trono sposando la figlia erede. Attraverso il potere politico e/o religioso alcune donne riuscirono a diventare, de facto o De jure, tra le più alte titolari degli uffici del regno e condividere così uno status di co-governanti con gli uomini, venendo ritratte nei monumenti con la stessa altezza delle loro controparti maschili e anche come le altre divinità egizie. Questi furono i casi di Hatshepsut, Nefertiti, Nefertari e delle regine egizie di Nubia, che furono in grado di mantenere questo status. I più importanti uffici religiosi femminili erano quelli della "Moglie di Dio" e Divina Sposa di Amon. Politicamente spesso riuscirono a diventare regine durante i periodi di interregno. Nella dinastia tolemaica, questa salita al potere venne sublimata con l'istituzione di un sistema di co-reggenza, in cui le regine avevano la stessa posizione dei re.  

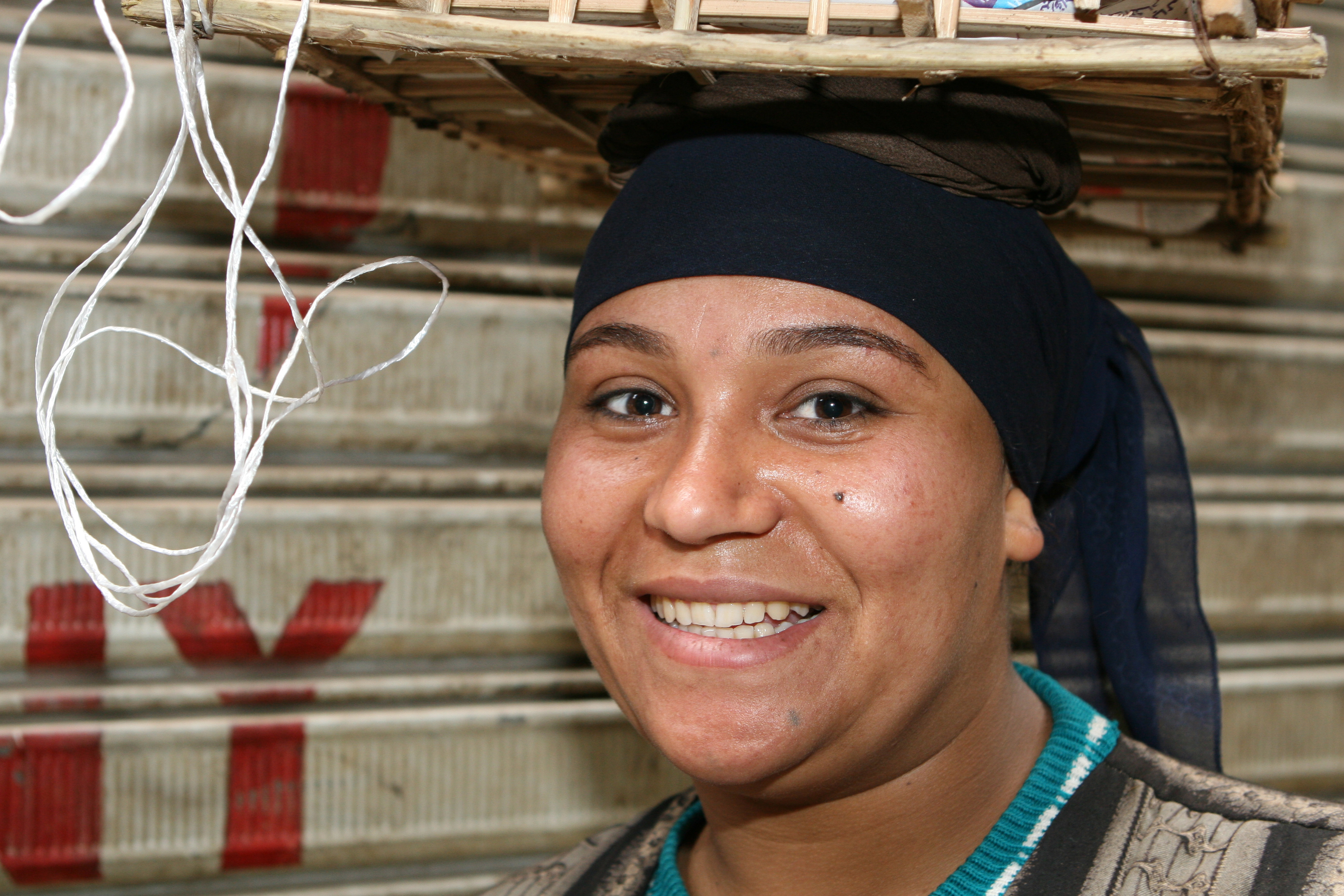
Una donna in un bazar del Cairo.

## Stato moderno
In epoca moderna e contemporanea, il ruolo delle donne nella società ha subito dei cambiamenti: in particolare, è mal visto che una donna abbia contatti non necessari con gli uomini, così che per limitare il contatto delle donne con gli uomini, secondo la tradizione, vengono applicate pratiche, ormai comuni, come il velo e la segregazione di genere nelle scuole, nel mondo del lavoro e nel tempo libero. Inoltre le famiglie della classe lavoratrice, specialmente nell'Alto Egitto, tentano di ritirare le femmine dalle scuole non appena queste raggiungono la pubertà per ridurre al minimo la loro interazione con i maschi. Gli uomini di basso livello preferiscono spesso il matrimonio con donne che sono rimaste appartate piuttosto che con coloro che si erano impegnate in attività lavorative o che avevano frequentato la scuola secondaria.

### Le donne durante il periodo Nasser (1956-1970)
Il governo di Gamal Abd el-Nasser tra il 1956 e il 1970, è stato caratterizzato dalla sua politica di promozione dei diritti delle donne attraverso una scelta di welfare statale, etichettato come "femminismo statale". Alle donne è stato garantito il diritto di voto e le pari opportunità, come è stato esplicitamente dichiarato nella costituzione egiziana del 1956, proibendo la discriminazione basata sul genere. 

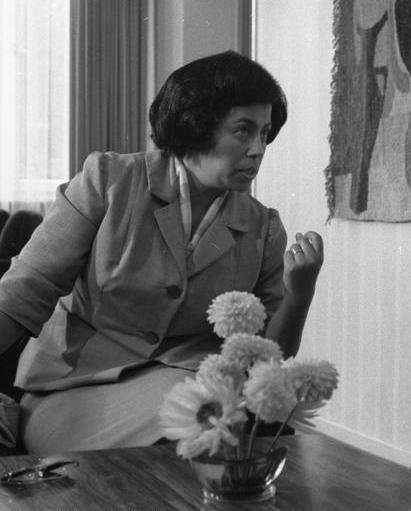
Hikmat Abu Zayd prima donna ministro nel Paese (1962-1965)

Nel 1957, con la formazione del nuovo Parlamento, Rawya Ateya è diventata la prima donna parlamentare del Paese. Il 29 settembre 1962 il primo ministro ʿAlī Ṣabrī nomina per la prima volta una donna ministro: Hikmat Abu Zayd (1922-2011), ministro degli Affari Sociali.

Le leggi sul lavoro sono state modificate per garantire che le donne rimanessero nella forza lavoro e che il congedo di maternità fosse legalmente protetto. 

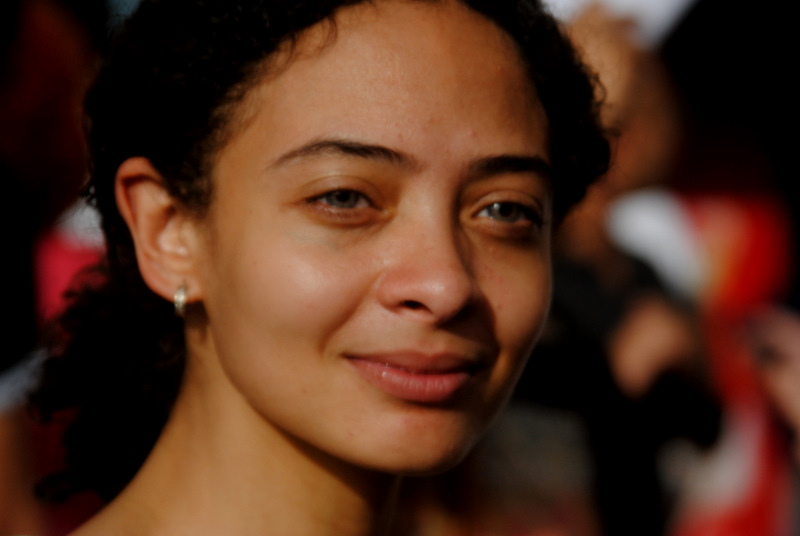
Una giovane donna.

Allo stesso tempo, tuttavia, lo Stato ha operato una repressione sistematica di tutte le organizzazioni femministe indipendenti, lasciando in tal modo una forte carenza di rappresentanza politica femminile.

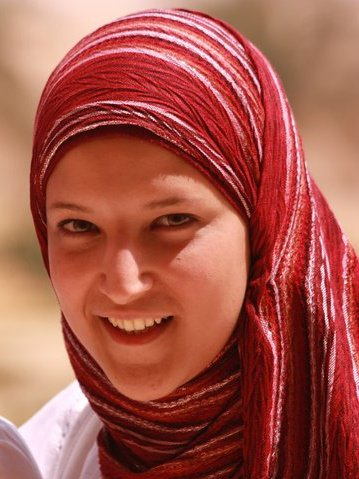
Una donna con il velo.

Il piano di liberalizzazione economica (Infitah) del regime di Anwar al-Sadat iniziato nel 1970 comportò il crollo di questo sistema più egualitario e la ripresa della politica influenzata dai gruppi islamisti.

### Le donne durante il periodo Sadat (1970-1981)
Mentre gli anni di Nasser avevano consentito una vasta gamma di opportunità studio e occupazione per le donne, le politiche di Sadat ridussero di molto le opportunità offerte alle donne. La disoccupazione femminile crebbe dal 5,8% del 1960 al 40,7% del 1986 e al posto delle politiche di sostegno economico per le donne durante la gravidanza, furono attuate politiche che incoraggiassero le donne a lasciare il lavoro definitivamente o a stipulare un contratto di lavoro a tempo parziale.

### Le donne durante il periodo Mubarak (1981-2011)
Gli anni di Ḥosnī Mubārak furono contrassegnati da un'ulteriore erosione del ruolo di genere attivo delle donne.
Le presidenze parlamentari riservate per legge alle donne e la legislazione sullo status personale del 1979 vennero abrogate nel 1987, con una nuova normativa che ha consentito meno potere alle donne nei casi di divorzio.
La migrazione di un gran numero di egiziani, soprattutto uomini, ha influenzato anche lo status delle donne egiziane. Uno studio dell'Organizzazione internazionale per le migrazioni ha scoperto che ben 2/3 delle famiglie migranti intervistate erano guidate da una donna in assenza di marito o padre. Per queste famiglie, la rimessa rappresentava un'importante fonte di reddito, circa il 43% del totale. Il 52% delle mogli dei migranti ha deciso autonomamente come spendere i soldi ricevuti; nei restanti casi, il capofamiglia ha goduto di una buona autonomia perché la decisione su come utilizzare i fondi di rimessa è stata raggiunta attraverso la reciproca consultazione tra il migrante e il capofamiglia e solo nell'11% dei casi il migrante decideva da solo.

Un sondaggio condotto da Pew Research Center nel 2010 ha dimostrato che il 45% degli uomini egiziani e il 76% delle donne hanno sostenuto l'uguaglianza di genere. Lo stesso sondaggio ha mostrato che, in linea di principio, le persone tendono ad accettare il diritto di una donna a lavorare fuori casa, con il 61% degli intervistati che accetta il fatto che "le donne dovrebbero essere in grado di lavorare fuori casa", ma allo stesso tempo mostrando alcune riserve: solo l'1% degli uomini, infatti, contro il 36% delle donne, era completamente d'accordo con tale affermazione, mentre il 75% concordava sul fatto che "quando i posti di lavoro sono scarsi, gli uomini dovrebbero avere più diritto al lavoro". 

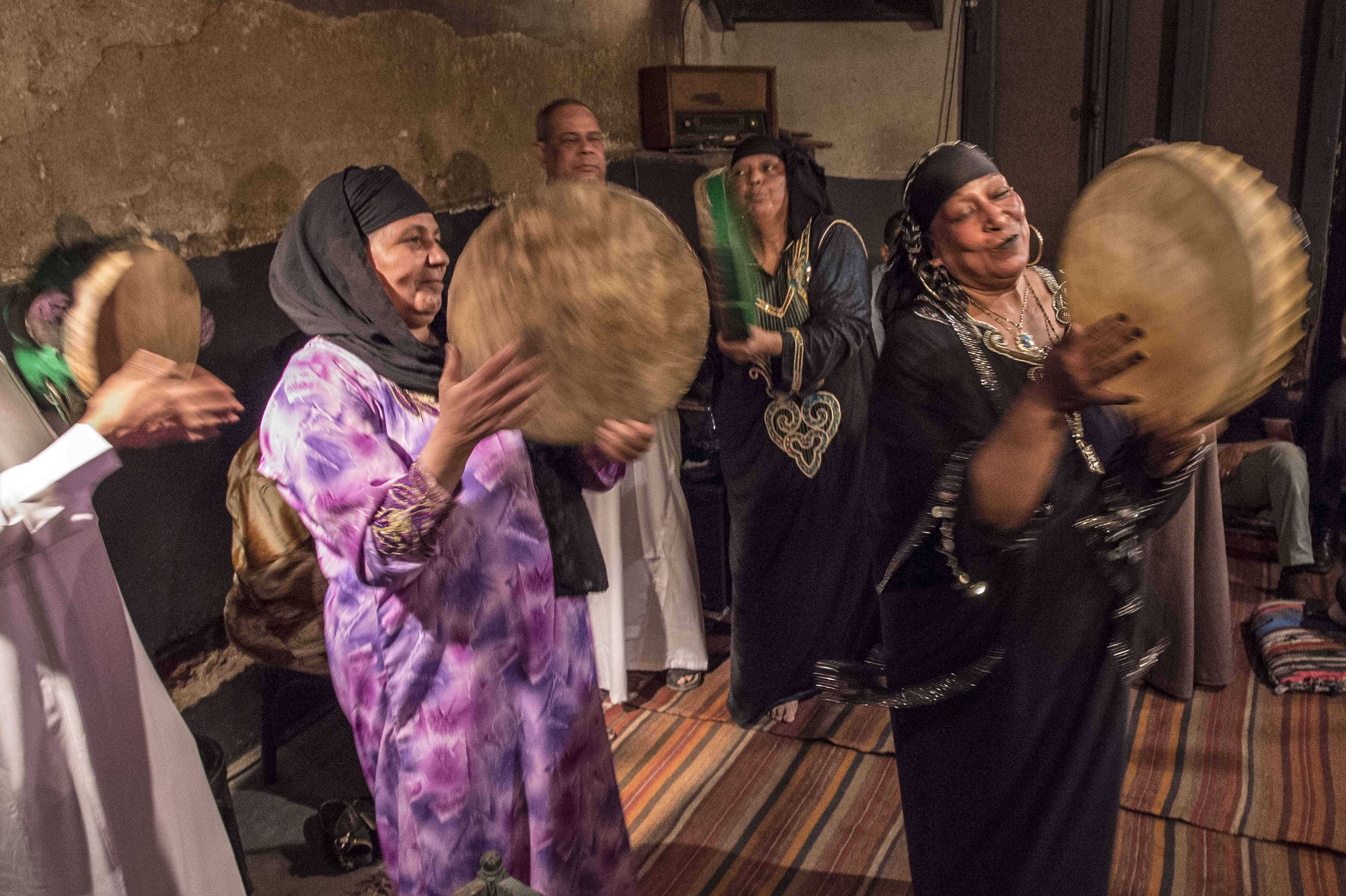
Anziane signore che suonano.

I sondaggi rilevati nel 2010 e 2011 mostrano che il 39% ha considerato l'uguaglianza di genere come molto importante durante la crisi post-Mubarak (Rivoluzione egiziana del 2011) ed il 54% degli egiziani ha sostenuto la segregazione sessuale sui posti di lavoro.
La mutilazione genitale femminile è stata criminalizzata nel 2008. Nel 2012 l'UNICEF ha riferito che il 91% delle donne e delle ragazze tra i 15 e i 49 anni aveva subito mutilazioni.
Nel 2000 il femminismo, con la fondazione del Consiglio nazionale per le donne (NCW), sembra essere diventato una priorità dello Stato, in quanto molto attivo nella promozione dei diritti delle donne in Egitto. Nel 2000 infatti è stata approvata una legislazione che consente alle donne di divorziare secondo la legge khul e nel 2004 di trasmettere la loro nazionalità ai figli biologici. Si tratta di grandi passi avanti, e in parte dovuti anche alle pressioni all'interno del governo e al di fuori delle istituzioni attraverso le organizzazioni della società civile.
Il governo egiziano, nel 1994, rivide la legislazione sulle uniformi scolastiche vietando alle ragazze di età inferiore ai 12 anni di coprirsi i capelli o il viso con l'hijab
Questa è stata vista come una mossa anti-islamica e ciò ha dovuto affrontare dure critiche da parte dei leader islamici in tutto il paese. Il divieto è stato abrogato nel 1996 dalla Corte Suprema. Nell'agosto 2015, l'hijab è stato nuovamente bandito dal ministro dell'Istruzione, Moheb Al-Refaei, senza specificare l'età alla quale sarebbe stato consentito.

### Periodo Ṭanṭāwī, Morsi, Mansur e al-Sisi (dopo il 2011)
Nonostante la criminalizzazione delle mutilazioni genitali femminili avvenuta nel 2008, queste pratiche sono tutt'oggi tristemente comuni in Egitto, rimanendo spesso impunite: un caso di cronaca rilevante fu quello avvenuto nel giugno del 2013, dopo la morte della tredicenne Soheir al-Batea causata dall'essere stata sottoposta a mutilazione genitale; il medico responsabile della procedura è diventato il primo medico in Egitto ad essere accusato di aver commesso mutilazioni genitali: il 20 novembre 2014 è stato giudicato non colpevole.
Secondo dei dati del 2015, il tasso di alfabetizzazione delle donne di età superiore ai 15 anni è del 65,4%, inferiore a quello degli uomini che è pari all'82,2%: questo è, in parte, riconducibile a fatto che l'Egitto è in gran parte un paese rurale e solo il 43,1% della popolazione è urbanizzata (nel 2015) e l'accesso all'istruzione rimane scarsa nelle zone rurali.
Nonostante vi siano leggi in merito alla violenza sulle donne a tutela delle stesse, ad esempio leggi che condannano stupri e violenze sessuali come la mutilazione genitale femminile, esse non sono ancora sufficienti, o sufficientemente applicate, per contrastare i fenomeni.
Assieme alle leggi, negli ultimi anni i movimenti femministi stanno provando a spezzare i vari tabù sociali e ad affrontare la stigmatizzazione sociale, talvolta anche violenta, che la donna subisce nel Paese, svolgendo lavori "maschili" ostracizzati dalla società patriarcale egiziana (nel 2016 Om Waleed è diventata la prima donna al Cairo a ricoprire il ruolo di tassista).

Sempre negli anni 2015/2016, è stata anche inaugurata la prima stazione di servizio femminile in Egitto. In una società che comunque vive sotto un patriarcato conservatore e fortemente repressivo, l'emancipazione femminile rimane comunque abbastanza difficile, in particolar modo nelle zone rurali, dove la maggior parte della popolazione vive in condizioni di estrema povertà e non possiede una sufficiente istruzione. 

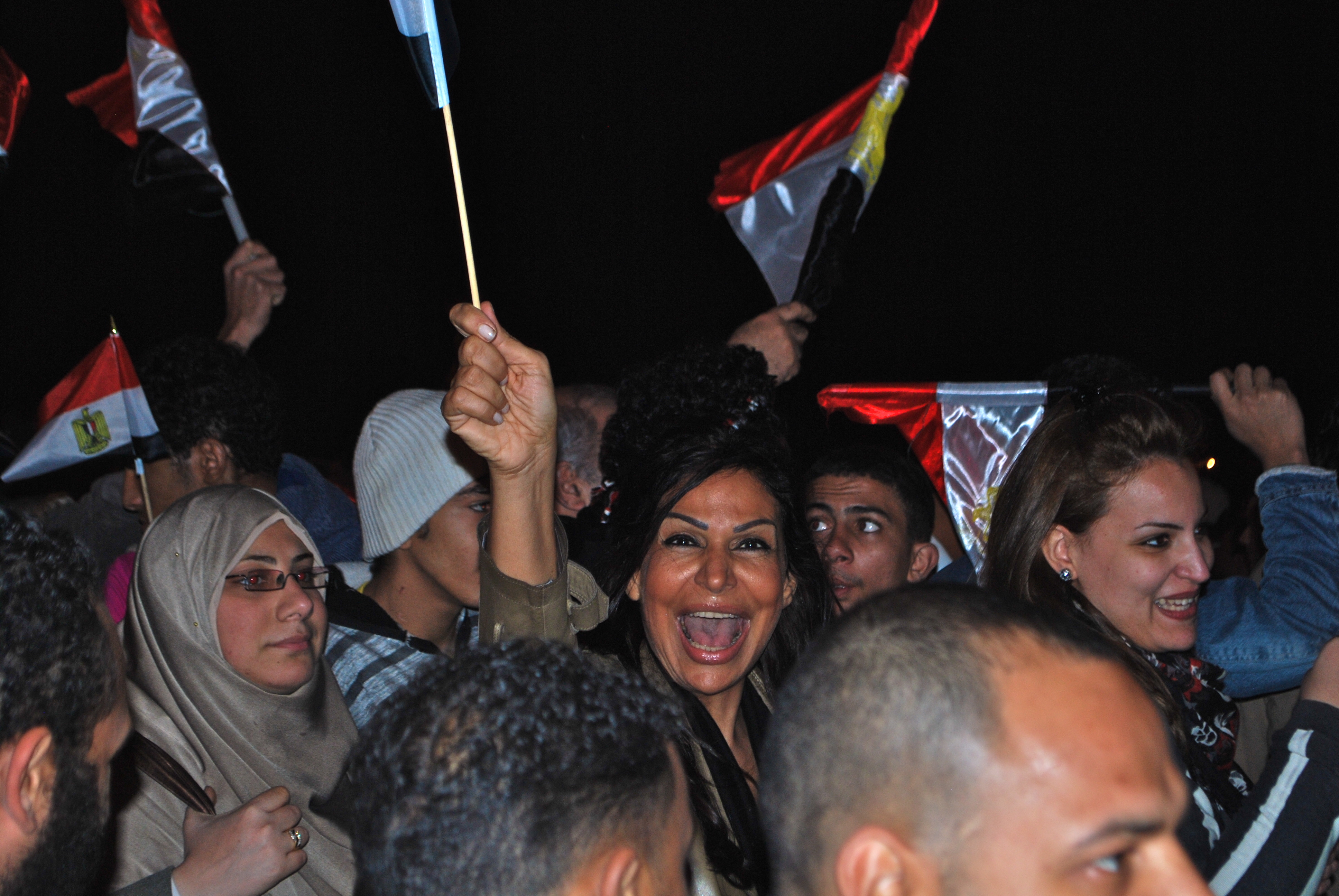
Donne durante la Rivoluzione egiziana del 2011.

#### Ultimi anni
Il 18 marzo 2014 una donna bionda vestita con pantaloni scuri e maglione rosa è stata aggredita sessualmente nei pressi dell'Università del Cairo. Il rettore, al posto di condannare l'episodio, ha dato la colpa alla donna in quanto, secondo lui, era vestita in maniera troppo succinta.
Nel settembre 2016, Noha Elostaz è stata la prima donna a vincere una causa per molestie e violenze sessuali in Egitto; ciò ha comportato un aumento di denunce all'interno del Paese (tuttavia, molte donne ancora non si sentono sicure di denunciare il proprio aggressore).
Nel novembre 2017, la pop star Shaimaa "Shyma" Ahmed è stata condannata a due anni di reclusione, pena poi commutata in un anno, per aver pubblicato un videoclip considerato immorale e con materiale sessualmente esplicito vestita in abiti intimi (la giovane è intenta a mordere una banana, versandoci sopra delle patatine mentre provoca dei ragazzi) dal titolo "I have Issues".
L'attrice Rania Youssef, è stata recentemente processata per "oscenità" dopo aver indossato, in una cerimonia nel dicembre 2018, un abito troppo scollato, rischiando, di conseguenza, una pena massima di 5 anni di reclusione.
Nel novembre 2021, Il Cairo ha deciso di ammodernare la propria metropolitana aggiungendo nuovi treni a partire dal 2025. I vagoni avranno uno spazio riservato alle donne e saranno corredati da un sistema informativo e uno di videosorveglianza in tempo reale.

## Donne in politica
Le donne presenti nella Camera dei rappresentanti (dati 2015) è pari al 14,9% del totale, le donne nella forza lavoro per il 2014 assommano al 26%, e il Global Gender Gap Report per il 2013 era a 0.5935 (125ª posizione su 144 stati).
Le donne che in Egitto hanno ricoperto o ricoprono cariche politiche, sono comunque diverse. Rawya Ateya divenne, nel 1957, la prima donna parlamentare nel Paese. Moushira Khattab, ambasciatrice classe 1944, è stata anche ministro della famiglia dal 2009 al 2011.
Il 29 settembre 1962 vi è la prima donna ministro in Egitto: è Hikmat Abu Zayd (1922-2011), come ministro degli Affari Sociali e vi rimarrà fino al 30 settembre 1965, mentre nel 2008 Eva Habil divenne la prima donna sindaco in Egitto. Nel 1979 Aisha Rateb diventa la prima donna ambasciatrice nel Paese.
Il 16 febbraio 2017, Abdel Fattah al-Sisi nomina Nadia Abdou come donna governatrice per la prima volta nella storia dell'Egitto moderno. La neogovernatrice punta su turismo e investimenti per rilanciare la zona.
Nel gennaio 2021, con la nascita del nuovo Parlamento in Egitto, per la prima volta una donna, l'83enne Farida El Choubachy, ha aperto la nuova sessione del Parlamento. Nel nuovo Parlamento, più di un quarto dei 596 membri è costituito da donne, ovvero il 30%.
Il 14 giugno 2018 il nuovo Governo con premier Mostafa Madbouly, ha nel suo esecutivo ben 8 donne a fianco di 23 uomini. Le donne ministro sono:
- Ines Abdel-Dayem ministro della cultura
- Rania Al-Mashat ministro del turismo fino al 22 dicembre 2019 e poi della cooperazione internazionale dal 2019.
- Yasmine Foaud ministro dell'ambiente
- Nevine Gamea ministro dell'industria e del commercio
- Hala el-Saeed ministro della pianificazione e dello sviluppo economico
- Nevine el Qabbaj ministro della solidarietà sociale
- Hala Zayed ministro della salute
- Nabila Makram Ebeid ministro dell'immigrazione

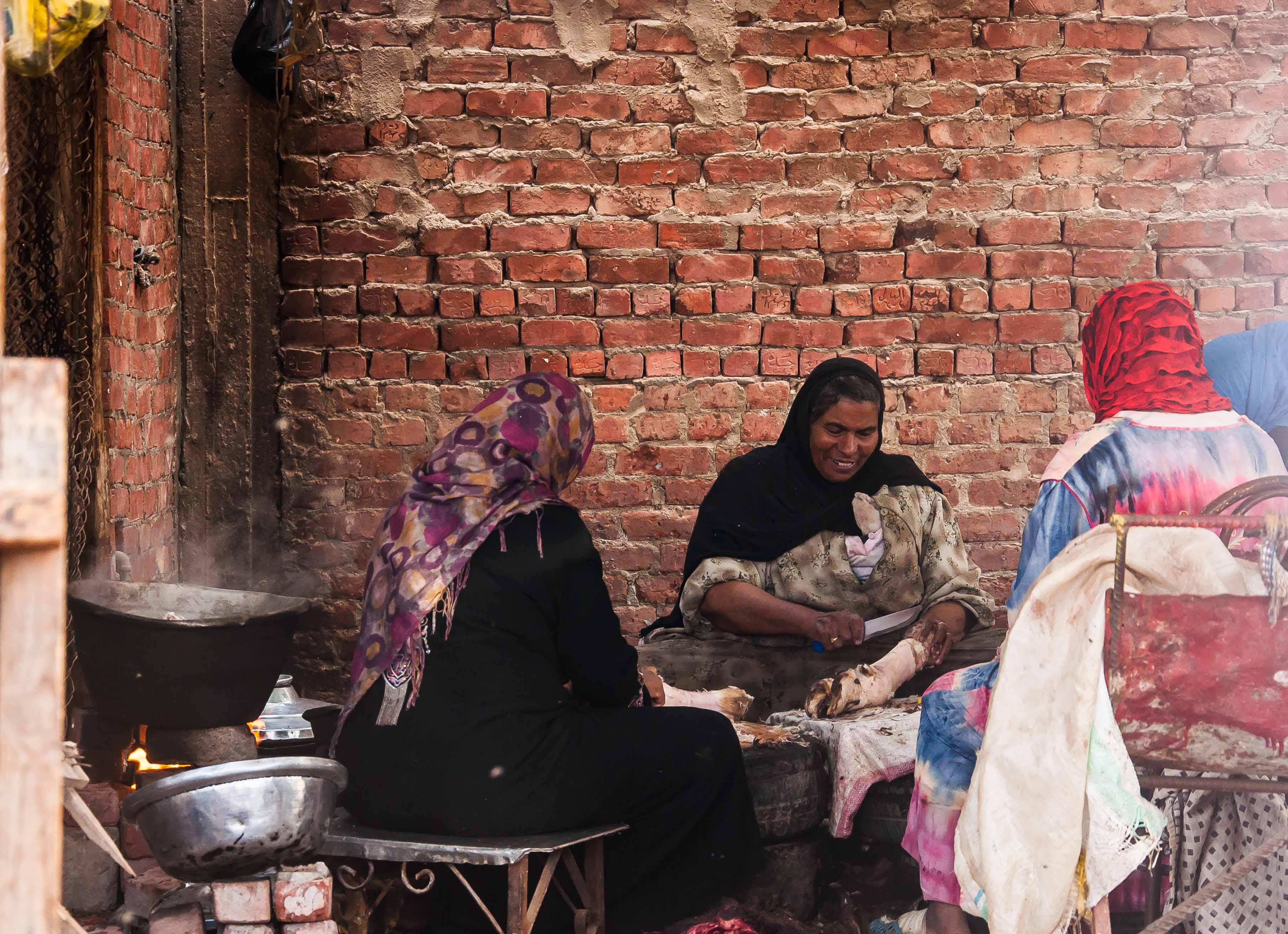
anziane donne cuoche in Egitto

## Codice di abbigliamento

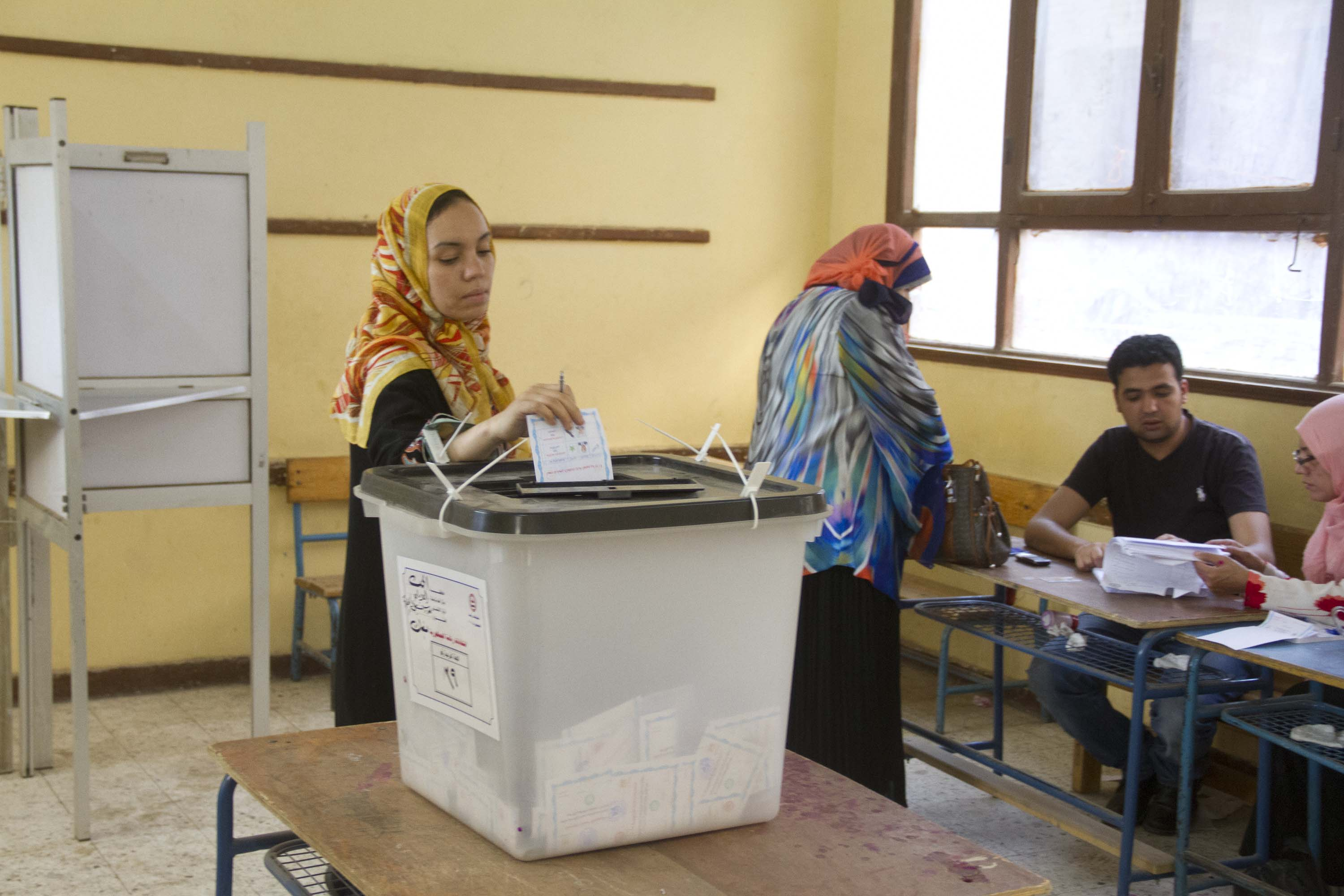
donne votano al Cairo il 27 maggio 2014

La maggior parte delle donne in Egitto ha adottato una qualche forma di velatura, con la maggioranza delle donne egiziane che decidono di coprire almeno i capelli con l'hijab; tuttavia, la copertura del viso con il niqāb è praticato solo da una minoranza di donne.
Una minoranza di donne, soprattutto cristiano-copte, non utilizza il velo, ma comunque nella maggior parte dei casi indossa abiti che coprono a sufficienza sia spalle che gambe.
Secondo un sondaggio del 2014 effettuato in Egitto, Tunisia, Turchia, Iraq, Arabia Saudita, Pakistan e Libano, l'1% dei musulmani intervistati in Egitto ha ritenuto corretto che una donna indossasse il burqa come abito obbligatorio; mentre il 9% ha optato per il niqab, il 20% per lo chador, il 52% per l'Al-Amira, il 13% per l'hijab e il 4% ha ritenuto corretto che le donne girassero senza il velo liberamente. Solo il 14% di loro ha comunque ritenuto giusto che le donne scegliessero come vestirsi e di sentirsi libere di utilizzare o no il velo (percentuale di gran lunga inferiore rispetto a tutti gli altri paesi).
Le famiglie sono in genere di medie dimensioni, con un tasso di fertilità totale pari a 3,53 figli nati vivi per donna (stima 2016); il tasso di prevalenza della contraccezione è elevato, arrivando al 60,3% (nel 2008).
In un sondaggio di esperti di studi di genere del 2013, l'Egitto si è classificato come il peggiore paese di tutto il mondo arabo per quanto riguarda i diritti delle donne.

## Violenza contro le donne

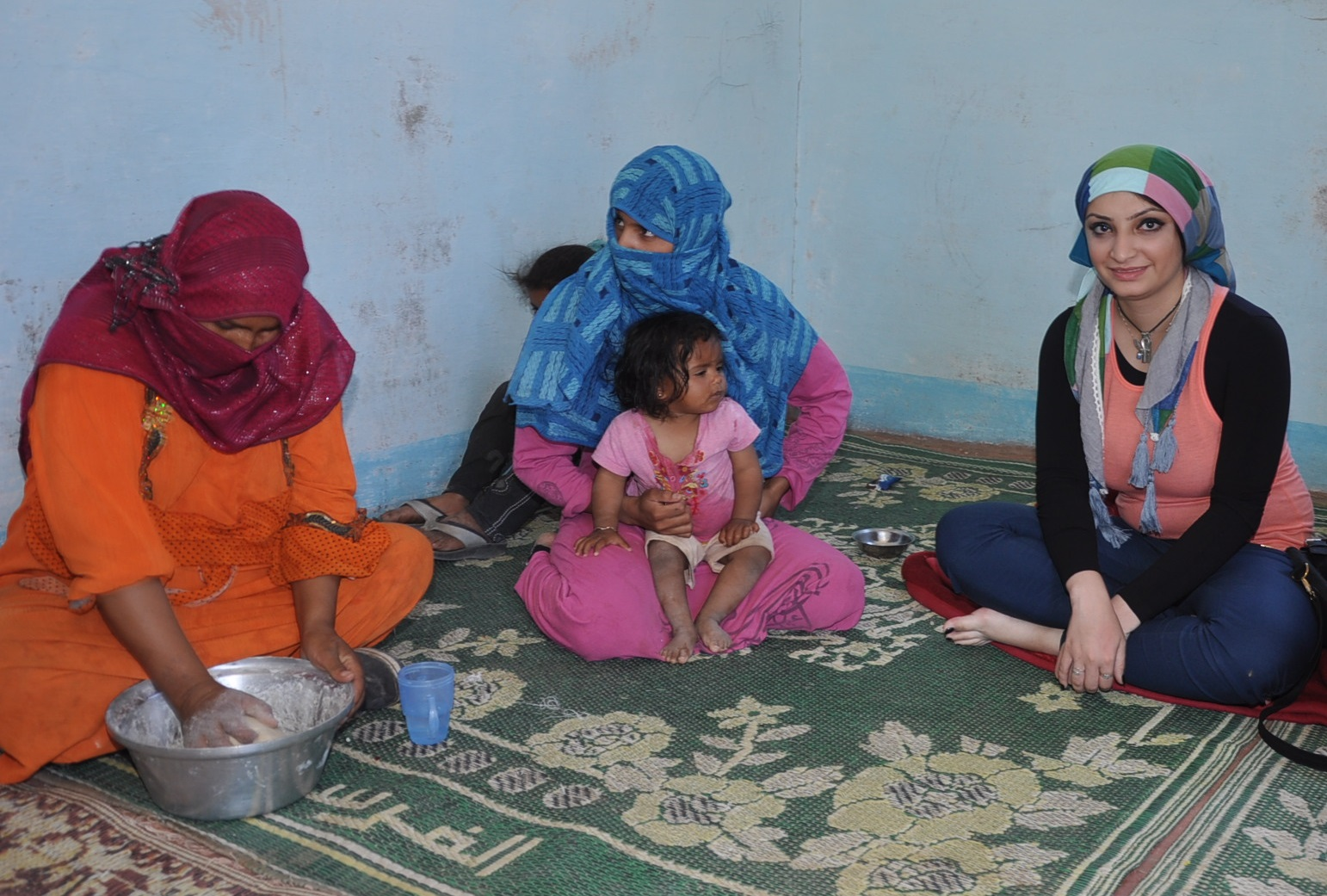
Donne e bambine in una casa in Egitto (la prima a dx è Basma Fouad, vicepresidente dell'Associazione egiziana per il turismo e lo sviluppo ambientale nel 2013)

### Violenza sessuale
In un sondaggio del 2010 svolto su 1010 donne dal "Centro egiziano per i diritti delle donne", il 98% delle donne straniere e l'83% delle donne native hanno dichiarato di avere subito molestia sessuale e 2/3 di uomini hanno detto di aver compiuto atti di molestia.
Anche le donne che indossavano un abbigliamento tradizionale, un foulard islamico o il niqab, sono state prese di mira.
Nel 2013, l'Ente delle Nazioni Unite per l'uguaglianza di genere e l'empowerment femminile ha riferito che il 99,3% delle donne egiziane avevano sperimentato una qualche forma di molestia.
L'Human Rights Watch (HRW) ha riportato 91 aggressioni sessuali in quattro giorni a partire dal 30 giugno 2013 durante le proteste svoltesi a piazza Tahrir e 19 casi di aggressioni sessuali di gruppo a gennaio.
Il vicedirettore di HRW ha affermato che gli attacchi hanno "portato le donne a partecipare pienamente alla vita pubblica dell'Egitto durante un momento critico nello sviluppo del paese".

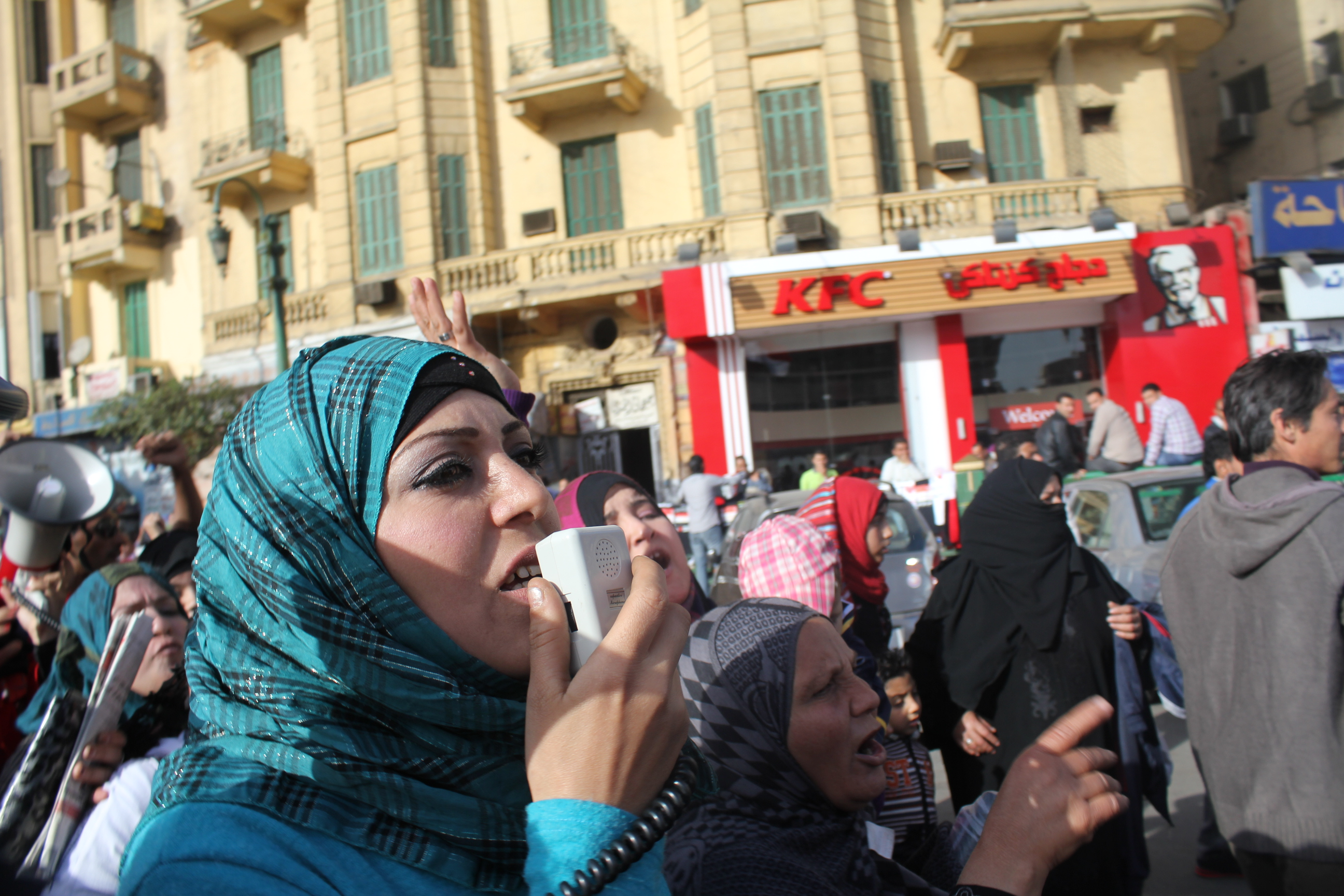
Donna che parla con una radiolina.

Il 4 giugno 2013, una legge che penalizza le molestie sessuali è stata approvata per la prima volta nella storia moderna egiziana dall'allora presidente provvisorio Adli Mansur.
C'è comunque da tener conto che negli ultimi anni alcune donne e ragazze hanno continuato a non essere adeguatamente protette dalla violenza sessuale e a subire varie discriminazioni, sia nella legge che nella prassi.
Queste si sono sentite scoraggiate a non denunciare gli abusi a causa di basse misure di protezione per coloro che si sono presentate a denunciare.
Diversi abusi perpetrati ai danni delle donne sono stati dovuti ad un loro "inappropriato abbigliamento" ed hanno subito vessazioni o altre forme di ritorsioni da parte di familiari o da coloro che ne hanno abusato.
Attualmente, mancano una serie di leggi che invitino le donne egiziane a non essere scoraggiate e a denunciare più facilmente gli abusi subiti.
A marzo 2017, una giovane studentessa è stata aggredita sessualmente da un gruppo di ribelli a Zagazig, nel governatorato di al-Sharkia. Su coloro che parteciparono all'aggressione, la direzione per la pubblica sicurezza ha rilasciato una dichiarazione che faceva riferimento al fatto che la vittima “vestendosi in maniera succinta" avesse causato l’attacco da parte del gruppo.
Il 9 ottobre 2019, un giovane ragazzo di 18 anni, Mahmoud Al Bana, è stato pugnalato a morte da un suo coetaneo poco più giovane di lui, Mohammed Rajeh, dopo aver tentato di difendere una ragazza dal tentativo di stupro. Mahmoud era stato già minacciato da Mohammed tramite messaggi ed è stato aggredito assieme ad altri tre ragazzi. La vicenda ha suscitato un grandissimo scalpore mediatico, e i social network sono stati letteralmente inondati di tweet che richiedevano la condanna a morte per Rajeh e per i suoi complici.
La sera del 31 dicembre 2019, una ragazza è stata aggredita in un centro commerciale a Mansura da 10 uomini ed è riuscita a salvarsi nascondendosi in macchina.
La polizia ha indagato per arrestare gli assalitori ed è scoppiata la polemica sul web dove migliaia di ragazze si sono lamentate del maschilismo dei ragazzi egiziani.
Il movimento #MeToo ha incominciato a prendere piede negli ultimi anni anche in Egitto. Nel gennaio 2021, Ahmed Bassem Zaki, studente dell'Università Americana del Cairo, è stato incriminato per stupro, dopo il suo arresto avvenuto nel luglio 2020, il quale aveva suscitato l'indignazione generale dell'opinione pubblica.

### Delitti d'onore
I cosiddetti omicidi d'onore avvengono in Egitto relativamente di frequenza, per ragioni come l'incontro con un estraneo o per adulterio (reale o sospetto).

### Mutilazioni genitali femminili
La mutilazione genitale femminile è assai diffusa in Egitto, con una maggioranza delle donne che hanno subito una qualche versione della procedura, anche se la pratica è meno comune tra le giovani. Una tale pratica è profondamente impressa nella cultura e precede sia il Cristianesimo che l'Islam.

Il suo scopo principale sarebbe quello di preservare la castità, anche se la sua funzione sociale è molto complicata.

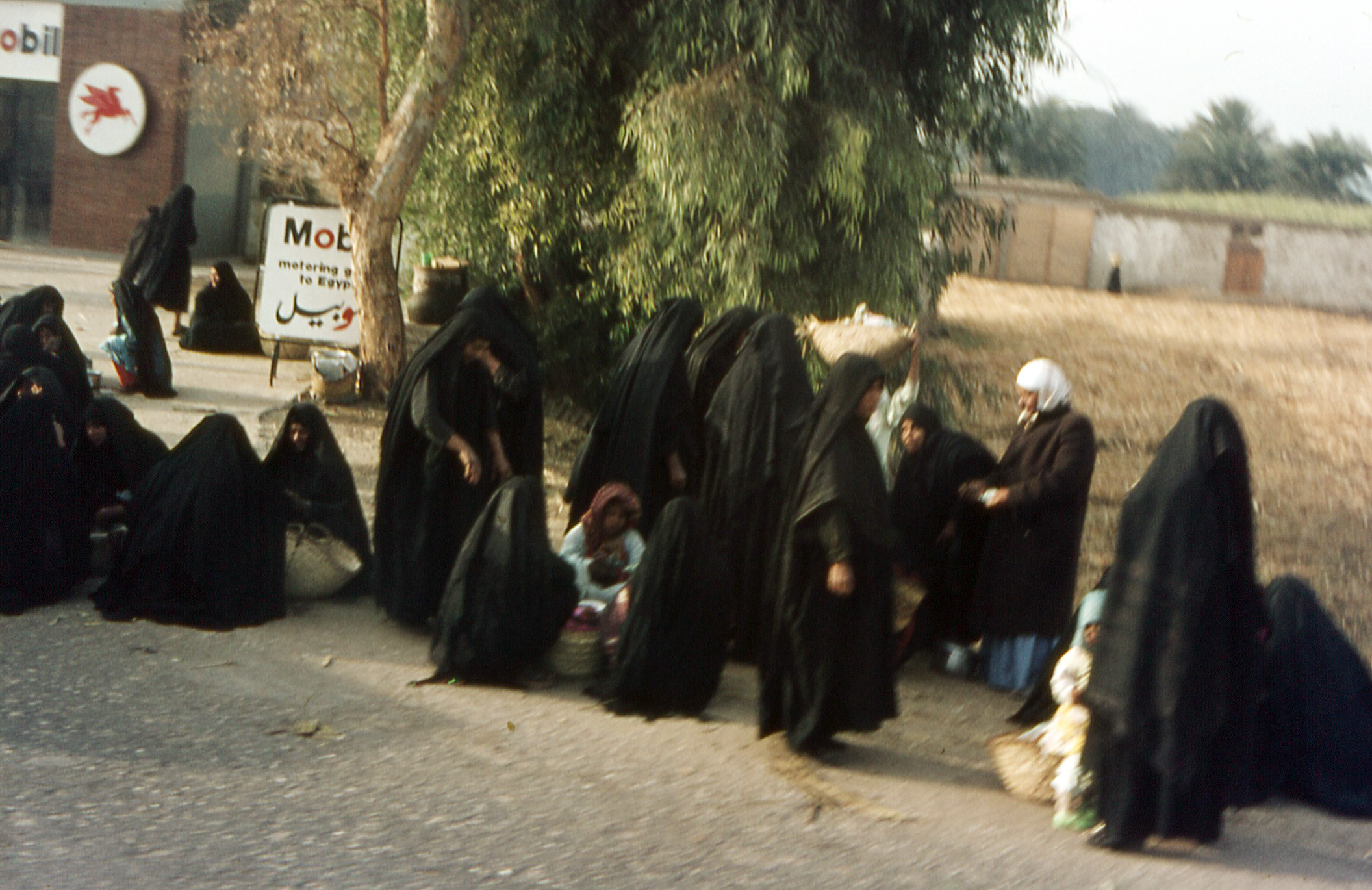
donne velate a Luxor

Ogni forma di mutilazione è stata bandita nel 2008, ma l'applicazione della legge ha lasciato a desiderare; nel 2016 la legge ha stretto le maglie considerando qualsiasi mutilazione come un vero e proprio crimine.
Nel gennaio 2021, la pena contro le mutilazioni genitali femminili viene innalzata da 7 a 20 anni di reclusione.

## Sondaggi recenti

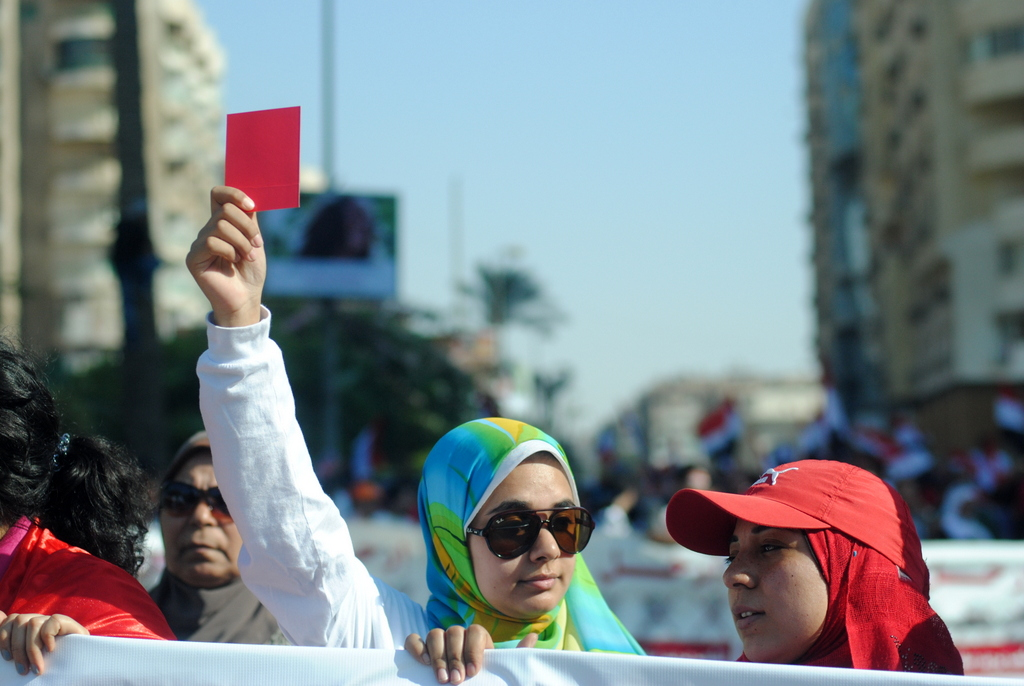
Proteste femminili contro il presidente Mohamed Morsi nel 2013.

Secondo il Gender Gap Report 2019, l'Egitto si classifica 134º su 153 paesi per quanto riguarda i diritti delle donne con un ranking di 0.629 da un punteggio che va da 0 a 1. Punteggio di gran lunga superiore alle statistiche del 2006, ovvero un punteggio di 0,579 su 1.
Restano comunque scarse le possibilità di raggiungere alte cariche statali. La partecipazione economica è salita dallo 0.416 del 2006 allo 0.438 su 1 del 2019. Solo il 24,7% delle donne partecipa alla forza lavorativa del paese. Solo il 7,1% di loro fa parte dei manager e giudici/legislatori del Paese.
Il tasso di alfabetizzazione è del 65,5%; il 98,8% di loro ha concluso gli studi primari, l'83,3% ha concluso gli studi secondari, il 35,8% ha conseguito una laurea. L'aspettativa di vita è di 62,4 anni per le donne.
Solo il 14,9% del Parlamento è composto da donne, mentre per quanto riguarda le cariche di ministro, solo il 24,2% è ricoperto da donne.
L'età del primo figlio è di 27,6 anni, mentre i figli in media sono 3,33 a donna.
Il Global Gender Gap Report 2021 posiziona l'Egitto 129º su 156 paesi analizzati guadagnando 5 posizioni in più rispetto al 2019.

## Matrimonio e divorzio
Il matrimonio era considerato un momento molto importante nell'antica società egiziana. Il matrimonio era una questione quasi completamente privata e, di conseguenza, non si sono conservate molte testimonianze di matrimoni; inoltre, non tutti i matrimoni egiziani venivano organizzati dalle famiglie, ma in realtà era più frequente il caso di figlie che persuadevano le proprie famiglie per avere la loro approvazione verso i futuri coniugi.
Le donne egiziane, una volta sposate , acquisivano uno stato sociale ben riconosciuto. Era comune per le donne sposarsi dopo l'età del menarca (la prima mestruazione), all'incirca all'età di 14 anni.
Di solito venivano considerate sposate dopo aver lasciato la protezione della casa del padre; veniva però riconosciuto che, anche se la donna sposata era sottoposta alla cura del coniuge, il marito non diventava suo tutore legale e la donna poteva così rimanere indipendente e controllare i propri beni.
Per le donne di casta reale, il titolo di moglie veniva associato con quello di "Signora della casa". Il ruolo di moglie includeva la cura della famiglia.

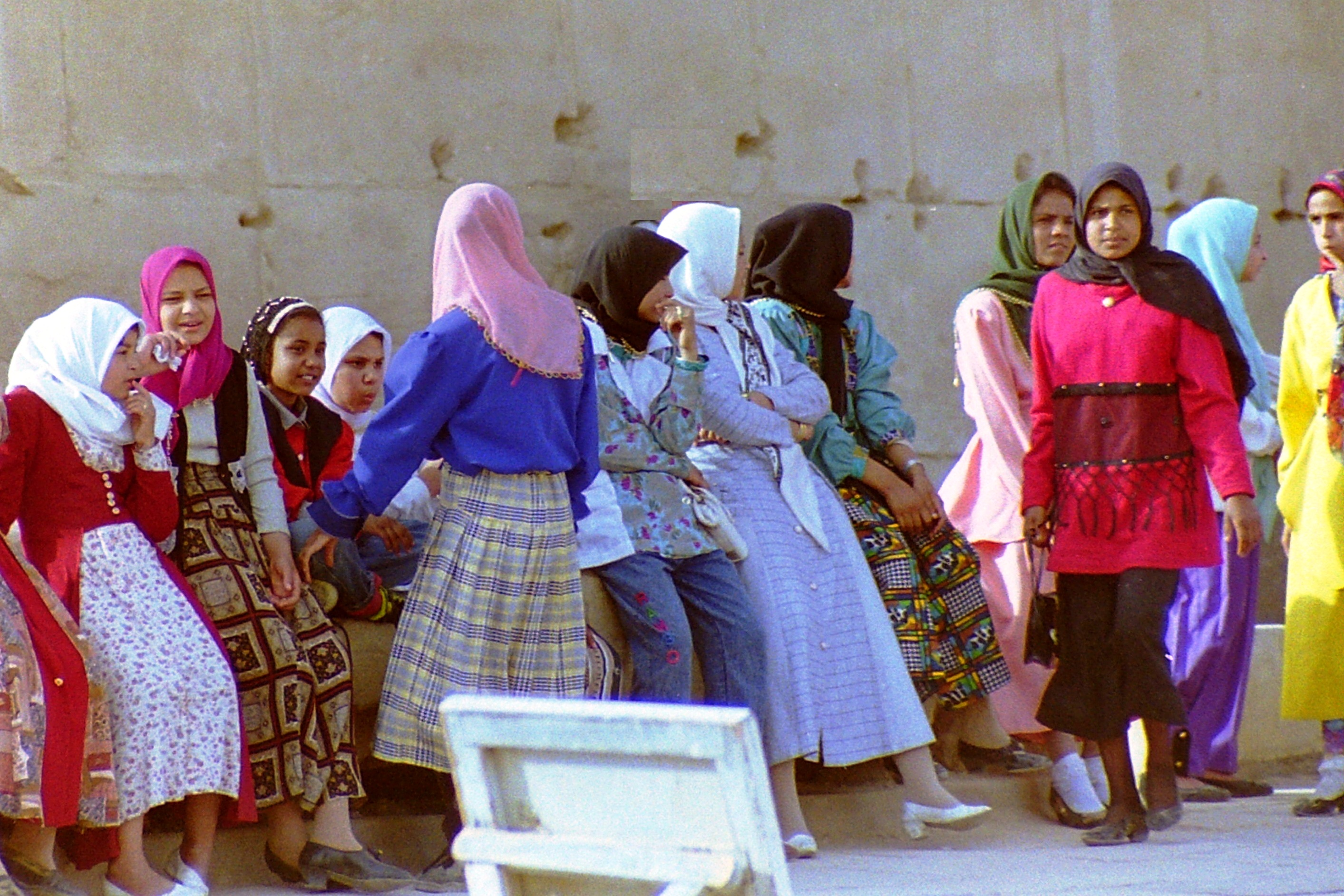
Gruppo di studentesse nel 1995

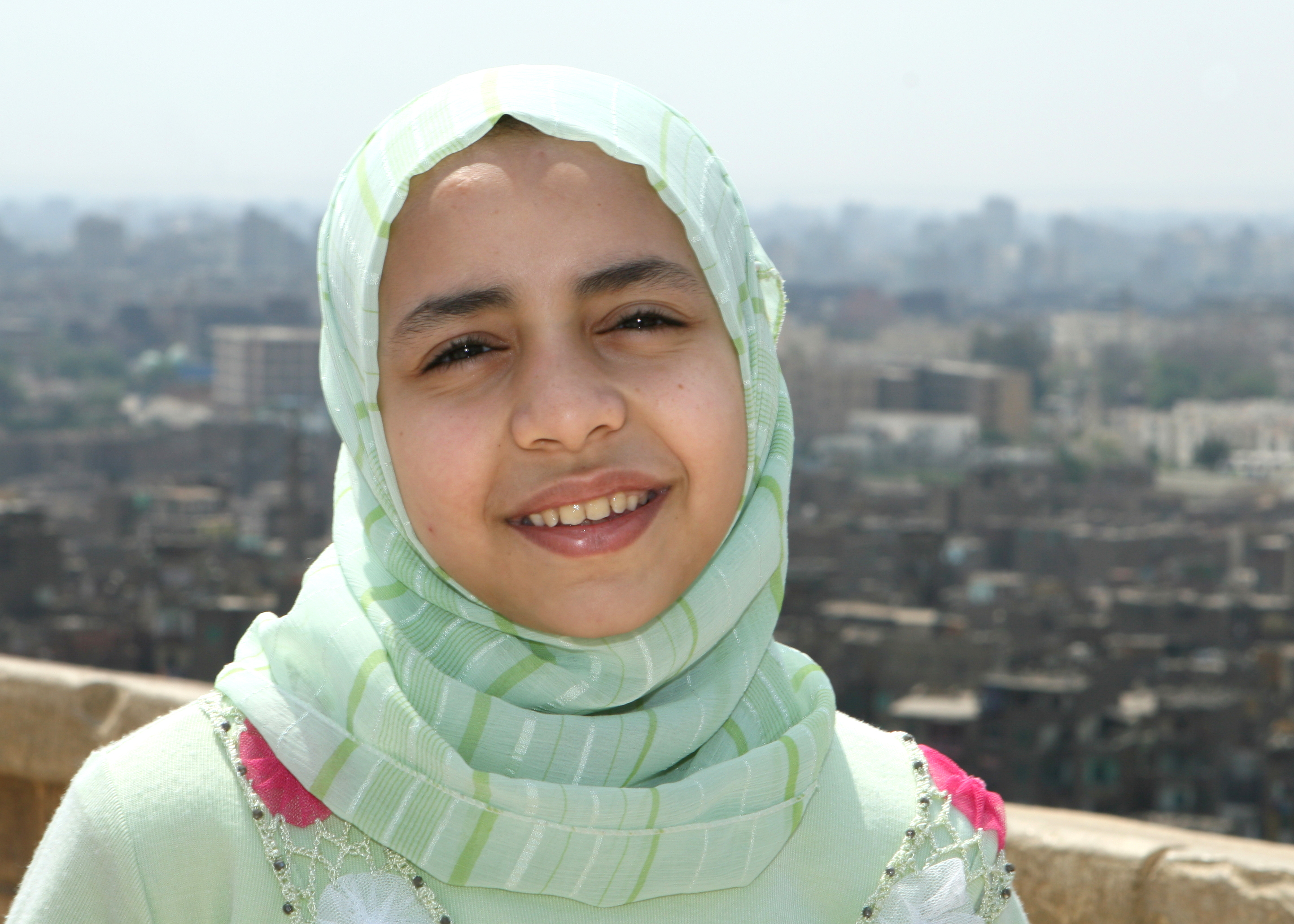
Ragazza egiziana.

Le leggi egiziane relative al matrimonio e al divorzio sono cambiate nel corso degli anni, ma hanno generalmente favorito la posizione sociale degli uomini, anche se il processo di riforma continua.
L'Egitto ha mantenuto l'inclusione della legge islamica nei rapporti con i diritti della famiglia, a seguito della sua indipendenza giudiziaria e amministrativa dall'Impero ottomano nel 1874.
I mariti musulmani erano tradizionalmente autorizzati ad avere fino a quattro mogli alla volta in conformità con l'usanza religiosa islamica, mentre la moglie poteva avere solo un marito alla volta.
Un uomo poteva divorziare con facilità usando la frase "io ti rifiuto" in tre diverse occasioni alla presenza di testimoni.
Invece, ad esempio nella più severa scuola di diritto di famiglia dell'Hanafismo, una donna poteva divorziare dal marito solo in caso di impotenza o scegliendo l'opzione della pubertà.
Le prime riforme che hanno cambiato questo stato di cose sono avvenute nel corso degli anni '20, con la legge n. 25 del 1920 e del 1929.
Queste riforme comprendevano le seguenti specifiche in merito a motivi legittimi per cui una donna poteva richiedere un divorzio:
- Se il marito non ha fornito la sussistenza necessaria. (Nafaqah)
- Se il marito si trovava ad avere una malattia pericolosa o contagiosa.
- Se fosse stata abbandonata dal marito.
- Se fosse stata maltrattata dal marito[53].

Queste riforme erano possibili attraverso la scuola di pensiero dei Malikiti, che era più liberale. Come suggerito da Rifa'a al-Tahtawi, un atteggiamento più progressivo verso i diritti delle donne potrebbe essere raggiunto pur rimanendo all'interno di un quadro islamico, guardando ad un'altra delle scuole del sunnismo.
Nel 1971 furono apportate altre riforme e anche queste iniziarono a comprendere dibattiti sul fatto che la legge della sharia dovesse essere inclusa nella nuova costituzione.
Il dottor Aisha Ratib è diventato ministro degli affari sociali e nel mese di novembre sono state suggerite le seguenti revisioni:
- Che l'età per il matrimonio legale dovrebbe essere aumentata a 18 anni per le donne e a 21 per gli uomini.
- Che l'autorizzazione di un giudice fosse richiesta per la poligamia.
- Che il divorzio non poteva aver luogo senza che un giudice fosse presente.
- Consentire alla madre un maggiore periodo di tutela, ma anche per il fatto che la tutela in caso di divorzio sarebbe dovuta andare al genitore ritenuto più idoneo a provvedere in merito.
- Questi giudici avrebbero dovuto essere maggiormente coinvolti nei casi di diritto di famiglia e che i giudici di sesso femminile dovessero essere considerati nei

casi di diritto di famiglia.

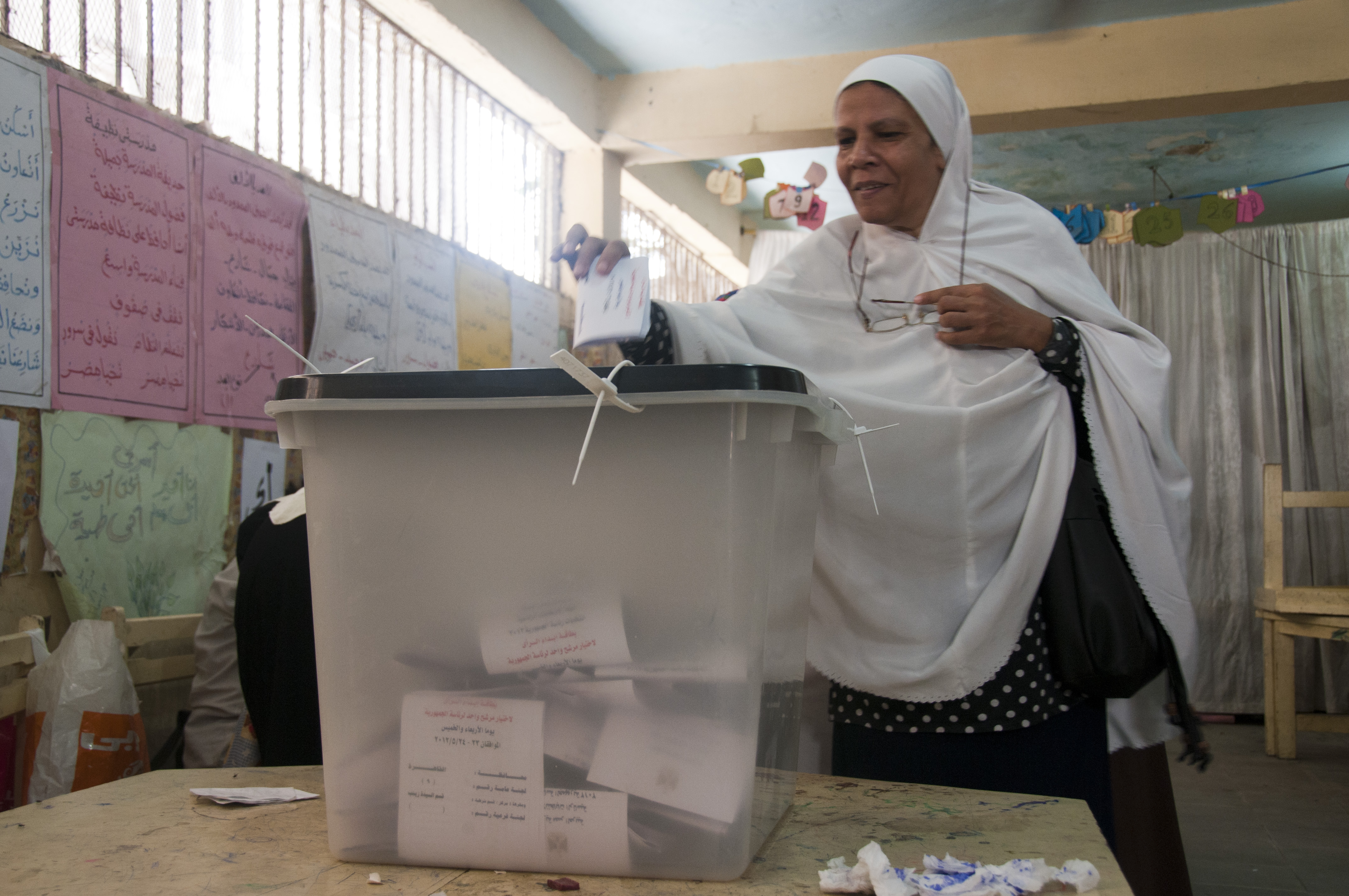
Donna al voto per le Elezioni presidenziali in Egitto del 2014.

Il governo ha modificato le leggi relative allo status personale nel 1979. Gli emendamenti, conosciuti come la "legge sui diritti delle donne", erano sotto forma di decreto presidenziale e successivamente approvati dall'Assemblea del popolo.

Il clero islamico ortodosso principale ha approvato questi emendamenti, ma i gruppi rifacentisi all'islamismo li hanno osteggiati come violazioni statali dei precetti religiosi e hanno inscenato una campagna per la loro abrogazione.

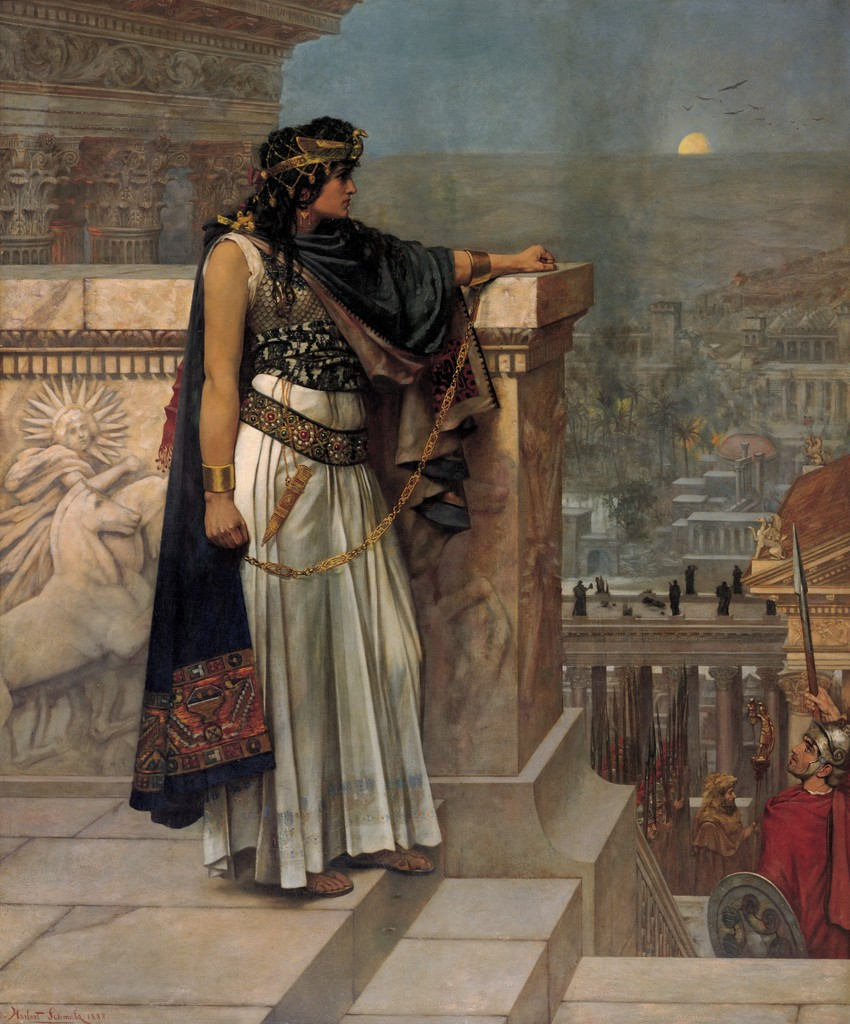
La regina Zenobia di Palmira. Dipinto di Herbert Gustave Schmalz.

Gli emendamenti hanno affermato che la poligamia è legalmente dannosa per una prima moglie e che ciò la indirizzava a richiedere il divorzio entro un anno dopo l'apprendimento del secondo matrimonio del marito.
Gli emendamenti hanno anche decretato un risarcimento per la prima moglie.
Un marito ha mantenuto il diritto di divorziare dalla moglie senza ricorrere ai tribunali, ma è stato tenuto a presentare il divorzio prima dei testimoni presso un ufficio di registrazione e di informare ufficialmente e immediatamente la moglie.
La moglie divorziata avrebbe diritto ad un mantenimento alimentare alla durata di un anno, oltre alla compensazione equivalente a due anni di mantenimento; una corte potrebbe aumentare questi importi in certe circostanze come la dissoluzione di un lungo matrimonio.
La moglie divorziata ha mantenuto automaticamente la custodia dei figli sotto i dieci anni e le figlie inferiori ai dodici; i tribunali potrebbero estendere la custodia della madre ai minori fino al diciottesimo compleanno.
Nel 1985 le autorità egiziane hanno stabilito che gli emendamenti del 1979 erano incostituzionali perché erano stati emanati con un decreto presidenziale mentre l'Assemblea popolare non era in sessione.
Una nuova legge ha invertito molti dei diritti concessi alle donne nel 1979.
La donna ha perso il diritto automatico di divorziare dal marito se questo avesse sposato una seconda moglie.
Poteva ancora chiedere ad una corte di considerare il suo caso, ma un giudice avrebbe concesso un divorzio solo se fosse nell'interesse della famiglia.
Se un divorzio fosse stato concesso, il giudice avrebbe anche determinato quale fosse la residenza appropriata per la donna divorziata e i suoi figli.
Le modifiche nella legislazione sui divorzi nel 1979 e nel 1985 non hanno modificato significativamente il tasso di divorzio, che è stato relativamente alto dagli inizi degli anni '50.
Circa uno su cinque matrimoni si è concluso nel divorzio nel corso degli anni '80. Il ritorno sui propri passi era comune e la maggior parte degli uomini e delle donne divorziati si aspettavano di essere nuovamente considerati sposati. Sette su dieci divorzi si sono svolti nei primi cinque anni del matrimonio e uno su tre nel primo anno.
Il tasso di divorzio dipende dalla residenza e dal livello di istruzione. I tassi di divorzio più elevati sono stati tra la classe urbana più bassa, i tassi più bassi tra gli abitanti dei villaggi dell'Alto Egitto. In tutto il paese, fino al 95% di tutti i divorzi si sono verificati tra le coppie analfabete. Lo stupro coniugale non è specificamente vietato in Egitto.

## Personalità artistiche di rilievo
Nel corso della storia diverse donne egiziane vengono ricordate per le loro doti artistiche e letterarie. Nell'ambito della pittura conosciamo Effat Nagy (1905-1994), Margo Veillon (1907-2003), Margaret Nakhla (1908-1977), Clea Badaro (1913-1968), Vassela Farid (1915 -2007), Zeinab Abdel Hamid (1919– 2002), Tahia Halim (1919-2003), Nadia Sirry (nata nel 1958), Gazbia Sirry (1-2021925), Evelyn Ashamallah (nata nel 1948), Inji Aflatoun (1924-1989) anche attivista.
Molto conosciuta era Nadia Gamal (1937-1990), danzatrice e attrice. Artiste contemporanee sono Amal Kenawy (1974-2012) e Doa Aly (nata nel 1976). Anche Heba Amin e Sawsan Amer (attiva dal 1970) sono artiste ed educatrici. Mariam A. Aleem (1930-2010), artista di design stampato. Ghada Amer (nata nel 1963), artista contemporanea, con sede a New York e Susan Hefuna (nata nel 1962), artista visiva tedesco-egiziana. È conosciuta anche Nermine Hammam (nata nel 1967), regista, graphic designer, pittrice, fotografa, e Lara Baladi (nata nel 1969), fotografa egizio-libanese, artista multimediale.
Una famosa artista multimediale è Dina Danish (nata nel 1981), mentre artiste di strada note sono Hend Kheera (nata nel 1981) e Aya Tarek (in attività dal 2008).
In passato anche Helena d'Egitto (IV secolo a.C.) era una famosa pittrice. Altra pittrice famosa era Inji Aflatoun (1924-1989). Naima Afek (1929-1966) è stata invece una famosissima ballerina egiziana.